# Ворогушино (Орловская область)
Ворогу́шино — деревня в Верховском районе Орловской области. Входит в состав Туровского сельского поселения.

## География
Находится в 13 км от г. Новосиля и в 10 км от п. г. т. Верховье по правую сторону дороги Новосиль — Ливны. Расположена недалеко от истока ручья Ворагушин, впадавшего (сейчас пересыхающего) в речку Дичня на Ворагушином верхе.

## История
Происхождение названия деревни Ворогушино не вызывает сомнения — от топонимов Ворагушин верх и Ворагушин ручей. А географические названия могут иметь различное происхождение. В зависимости от того, какие народы поселились раньше в этой местности. Финно-угрское происхождение: холмистая или наоборот низменная мокрая местность, лесной приток реки и связанные с этим различные простудные заболевания (зап. европ.: лихорадка); или переселенцев севера коми, манси: местность, покрытая лесом, заливные луга. У кочевых южных народов — вараг (овраг), впоследствии перешедшее в русское ворог (ворогуша) — враг, недруг(угроза с юга от кочевников) и закрепившееся название поселения за степными поселенцами. Селение упоминается в Списках Кёппена за 1857 год. Деревня относилась к Петушенскому приходу Георгиевской церкви. Имелась церковно-приходская школа (1915 г.). До 1924 года входила в состав Новосильского уезда Тульской губернии. Деревня является родиной (предположительно) Новосильских купцов Ворогушиных.

## Население
| 1857 | 1859 | 1915 | 2010 |
| ---- | ---- | ---- | ---- |
| 328  | ↗359 | ↗836 | ↘17  |

## Ссылка
- Военно-топографическая карта Российской Империи XIX века (карта Шуберта) — Тульская губерния.